# Zofia Lissa
Zofia Lissa (ur. 19 października 1908 we Lwowie, zm. 26 marca 1980 w Warszawie) – polska muzykolożka, profesor nauk humanistycznych.

## Życiorys
Studiowała fortepian oraz teorię muzyki w Konserwatorium Polskiego Towarzystwa Muzycznego we Lwowie. Następnie podjęła studia muzykologiczne u Adolfa Chybińskiego na Uniwersytecie Jana Kazimierza we Lwowie (1924–1929), gdzie studiowała również filozofię u Kazimierza Twardowskiego i Romana Ingardena oraz uczęszczała na wykłady z psychologii i historii sztuki. Tytuł doktora uzyskała w 1929 na podstawie pracy O harmonice Aleksandra Skriabina. W następnych latach uczyła teorii muzyki w konserwatorium im. Karola Szymanowskiego oraz w szkole muzycznej im. Fryderyka Chopina we Lwowie, a także prowadziła badania nad muzykalnością dzieci i młodzieży w Instytucie Psychologii we Lwowie.
Po wybuchu II wojny światowej pracowała w radiu lwowskim. W 1940 objęła funkcję dziekana wydziału teorii muzyki w Lwowskim Państwowym Konserwatorium Muzycznym. W 1941, po ataku wojsk hitlerowskich na Lwów, znalazła się w Namanganie (Uzbekistan), gdzie pracowała jako nauczyciel w technikum muzycznym. Jako jedna z pierwszych wstąpiła w 1943 do Związku Patriotów Polskich. Przebywając w Moskwie zajęła się organizowaniem koncertów w radiu, wydawaniem śpiewników i wydawnictw nutowych, pisaniem recenzji z koncertów muzyki polskiej. Opracowała i wydała zbiory: Śpiewnik dzieci polskich w ZSRR (1944), Śpiewnik żołnierza polskiego (1944), Piosenki i gry dla polskich przedszkoli w ZSRR (1945). Po wojnie pozostała w Moskwie, gdzie objęła funkcję attaché kulturalnego ambasady polskiej.
W 1947 powróciła do Warszawy i objęła stanowisko wicedyrektorki Departamentu Muzyki w Ministerstwie Kultury i Sztuki. Zajęła się działalnością naukową oraz organizowaniem życia muzycznego. W 1947 uzyskała habilitację na Uniwersytecie Adama Mickiewicza w Poznaniu. W 1948 zorganizowała Zakład Muzykologii na Uniwersytecie Warszawskim i została jego kierowniczką. W 1951 otrzymała tytuł profesor nadzwyczajnej, a w 1957 – profesor zwyczajnej. W latach 1958–1975 pełniła funkcję dyrektorki Instytutu Muzykologii UW. Pod jej kierownictwem odbyło się wiele sesji muzykologicznych, m.in. Sesja Prokofiewowska (1959), pierwszy międzynarodowy kongres Chopinowski (1960) oraz sesja poświęcona twórczości Karola Szymanowskiego (1962). Zainicjowała organizowanie festiwalu „Musica Antiqua Europae Orientalis” w Bydgoszczy (1963) oraz towarzyszącego mu międzynarodowego kongresu muzykologicznego, któremu przewodniczyła. W 1966 – wspólnie z Hieronimem Feichtem – zorganizowała ośrodek dokumentacji i inwentaryzacji dawnej muzyki polskiej, którego działalność umożliwiła wydawanie serii „Antiquitates Musicae in Polonia”.

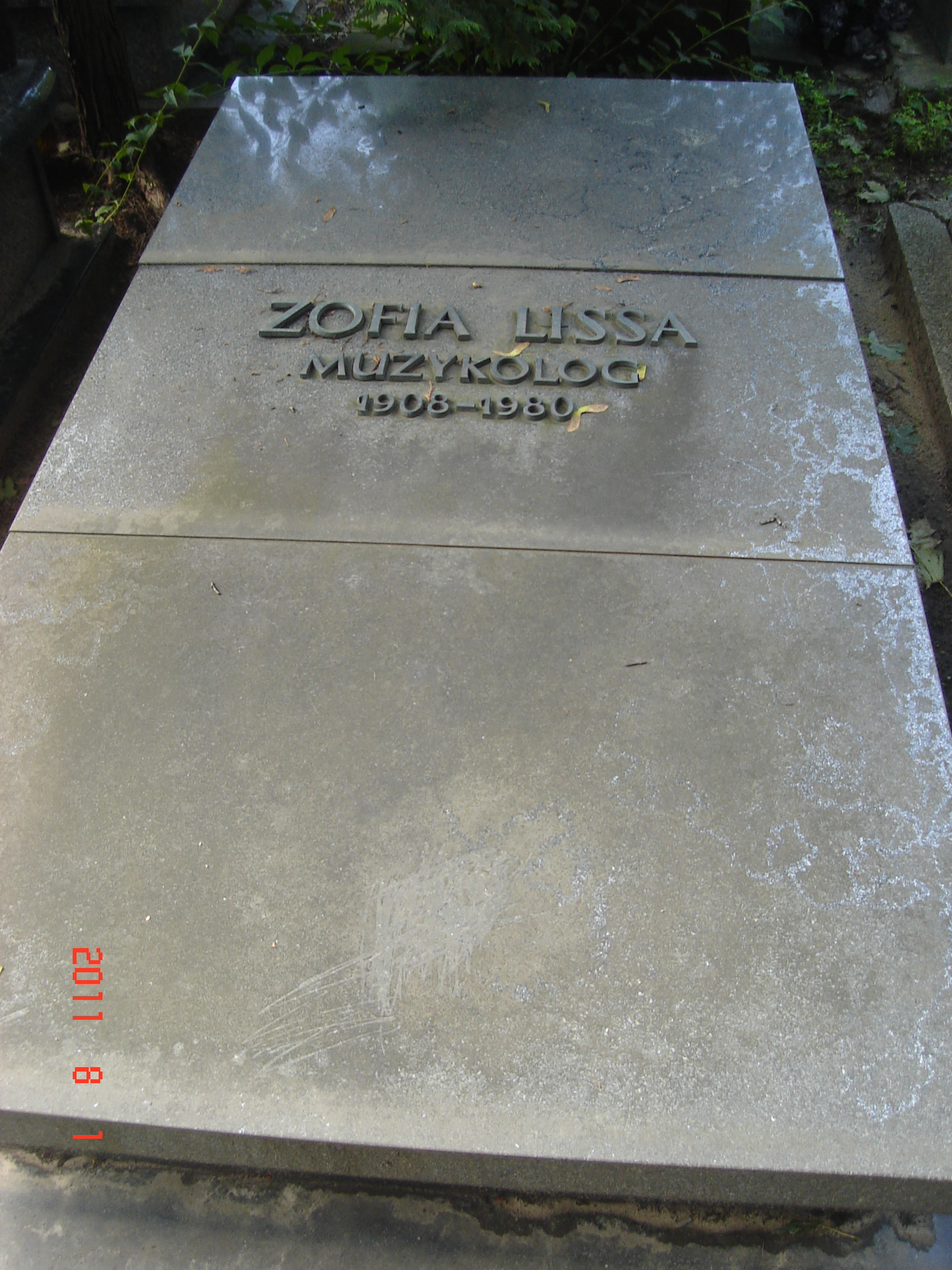
Grób Zofii Lissy na cmentarzu Wojskowym na Powązkach w Warszawie

Już w okresie studiów związała się ze środowiskami lewicowymi i później – z racji swoich poglądów politycznych – czynnie uczestniczyła w dyskusji ideologicznej dotyczącej estetyki i metodologii estetyki marksistowskiej w muzykologii. Należała m.in. do Polskiej Partii Robotniczej, a następnie do Polskiej Zjednoczonej Partii Robotniczej.
Była członkinią zarządu (1947–1948) oraz wiceprezeską (1949–1954) Związku Kompozytorów Polskich. Z jej inicjatywy Związek Kompozytorów Polskich przyjął do swego grona muzykologów oraz powstało Koło Młodych ZKP. Była członkinią prezydium Międzynarodowego Towarzystwa Muzykologicznego (1965–1977). W 1955 została członkinią-korespondentką Akademie der Künste w Berlinie, w 1963 – Sächsische Akademie der Wissenschaften w Lipsku, w 1972 – Akademie der Wissenschaften und der Literatur w Moguncji. Pochowana na cmentarzu Powązki Wojskowe w Warszawie (kwatera B39-6-7).
Jej szerokie zainteresowania naukowe obejmowały historię i teorię muzyki, historię estetyki muzycznej, metodologię historii i teorii muzyki, historię współczesnej muzyki polskiej. Była autorką pierwszej polskiej pracy o muzyce filmowej Muzyka i film (1937). Obecnie jej prace są w dużej części świadectwem epoki, w której powstały, a ich charakter wzbudza kontrowersje, ponieważ jej praca naukowa i podejście metodologiczne oparte były na koncepcjach estetyczno-filozoficznych ideologii marksistowskiej. Bibliografia jej prac obejmuje prawie 600 pozycji, w tym kilkanaście książek, kilkadziesiąt rozpraw i kilkaset artykułów, z których wiele przetłumaczonych zostało na języki obce.
Zofia Lissa wprowadziła do polskiego piśmiennictwa muzykologicznego nowe podejście do wielu problemów: zrywała z autonomicznym podejściem do utworu muzycznego, rozważała zjawiska muzyczne w ich wzajemnych związkach i podkreślała społeczną funkcję muzyki.

## Publikacje
- Zarys nauki o muzyce, Zakład Narodowy im. Ossolińskich, Lwów 1934
- Muzyka i film. Studium z pogranicza ontologii, estetyki i psychologii muzyki filmowej, Księgarnia Lwowska, Lwów 1937
- Uwagi o metodzie. Z zagadnień metodologicznych współczesnej muzykologii, PIS, Warszawa 1950
- Muzykologia polska na przełomie. Rozprawy i artykuły naukowo-krytyczne [pisane w latach 1947–1951], PWM, Kraków 1952
- Niektóre zagadnienia estetyki muzycznej w świetle artykułów Józefa Stalina o marksizmie w językoznawstwie, Kraków 1952
- Muzyka polskiego Odrodzenia [współautor: Józef M. Chomiński], PIW, Warszawa 1953
- O specyfice muzyki, PWM [odbitka], Kraków 1953
- O obiektywności praw w marksistowskiej historii i teorii muzyki, PWM, Kraków 1954
- „Bunt żaków” Tadeusza Szeligowskiego, PWM, Kraków 1955
- Historia muzyki rosyjskiej, PWM, Kraków 1955
- Muzyka wokalna w pierwszej połowie XVII wieku [współautor: Włodzimierz Poźniak], [w:] Historia muzyki powszechnej, tom 1 (pod red. Józefa M. Chomińskiego, Zofii Lissy), PWM, Kraków 1957
- Estetyka muzyki filmowej, PWM, Kraków 1964
- Szkice z estetyki muzycznej [zbiór studiów z lat 1938–1964], Kraków 1965
- Studia nad twórczością Fryderyka Chopina, PWM, Kraków 1970
- Wstęp do muzykologii, PWN, Warszawa 1970
- Polonica beethovenowskie, PWM, Kraków 1970
- Nowe szkice z estetyki muzycznej [zbiór studiów z lat 1968–1973], PWM, Kraków 1975

## Ordery i odznaczenia
- Krzyż Kawalerski Orderu Odrodzenia Polski (22 lipca 1952)[4]
- Złoty Krzyż Zasługi (19 lipca 1946)[5]
- Srebrny Krzyż Zasługi (18 stycznia 1946)[6]
- Medal 10-lecia Polski Ludowej (19 stycznia 1955)[7]

## Nagrody
- Nagroda Związku Kompozytorów Polskich (1950)
- Nagroda Państwowa II stopnia (1953)
- Nagroda Komitetu do Spraw Radia i Telewizji (1966)
- Srebrny medal na Biennale w Wenecji (1969)
- Nagroda Ministerstwa Szkolnictwa Wyższego I stopnia (1965 i 1977) oraz II stopnia (1971 i 1976)
- Nagroda International Music Council (1979)